# كأس ولي العهد 2005–06
أقيمت بطولة كأس ولي العهد الثالثة عشر في موسم 2005/2006، وفاز فيها نادي القادسية الكويتي للمرة الخامسة في تاريخه والرابعة في آخر خمسة مواسم، والثالثة على التوالي، ليصبح بذلك أول نادي يفوز بالبطولة في ثلاثة مواسم متتالية.
و قد أقيمت البطولة بنظام خروج المهزوم.
لعبت هذه البطولة بطريقة الكأس بنظام خروج المهزوم، وقد تأهل إلى دور الثمانية كل من نادي العربي الكويتي ونادي السالمية ونادي كاظمة ونادي التضامن الكويتي ونادي النصر الكويتي ونادي الساحل الكويتي، لينضموا إلى نادي الكويت ونادي القادسية الكويتي.
و في الدور الربع نهائي، فاز نادي السالمية على نادي الساحل الكويتي بهدف مقابل لاشيء وفاز نادي القادسية الكويتي على نادي العربي الكويتي بهدف مقابل لاشيء وفاز نادي الكويت على نادي كاظمة بهدفين مقابل لاشيء وفاز نادي التضامن الكويتي على نادي النصر الكويتي بهدفين مقابل هدف واحد.
و في دور الأربعة، فاز نادي الكويت على نادي التضامن الكويتي بخمسة أهداف مقابل هدفين، وفاز نادي القادسية الكويتي على نادي السالمية بثلاثة أهداف مقابل هدفين.
و في مباراة تحديد المركزين الثالث والرابع، فاز نادي السالمية على نادي التضامن الكويتي بهدفين مقابل لاشيء.
و في يوم الثلاثاء 9 مايو 2006 التقى نادي القادسية الكويتي ونادي الكويت للمرة الثالثة على التوالي في النهائي، وهو النهائي الرابع فيما بينهما، وقد انتهت المباراة بالتعادل 2-2 وقد سجل هدفي نادي القادسية الكويتي خلف السلامة والعماني سلطان الطوقي بينما سجل هدفي نادي الكويت يوسف اليوحة والمغربي محمد أرمومن، وقد فاز نادي القادسية الكويتي بركلات الجزاء الترجيحية 3-2، وقد كان هذا اللقب الرابع لنادي القادسية الكويتي والثالث على التوالي، وبذلك أمتلك كأس ولي العهد الثاني إلى الأبد، وكان مدرب نادي القادسية الكويتي محمد إبراهيم.
و تقاسم صدارة هدافين البطولة كل من بشار عبد الله مهاجم نادي السالمية وفهد الرشيدي مهاجم نادي التضامن الكويتي برصيد 4 أهداف.

## الدور التمهيدي
- نادي العربي الكويتي × نادي الصليبيخات (0:2)
- نادي الشباب الكويتي × نادي السالمية (4:2)
- نادي خيطان × نادي كاظمة (2:0)
- نادي التضامن الكويتي × نادي الفحيحيل (0:3)
- نادي الساحل الكويتي × نادي الجهراء (4:6) بضربات الجزاء الترجيحية.
- نادي النصر الكويتي × نادي اليرموك (1:4)

## الدور الربع نهائي
- نادي السالمية × نادي الساحل الكويتي (0:1)
- نادي القادسية الكويتي × نادي العربي الكويتي (0:1)
- نادي الكويت × نادي كاظمة (0:2)
- نادي النصر الكويتي × نادي التضامن الكويتي (2:1)

## الدور النصف نهائي
- نادي الكويت × نادي التضامن الكويتي (2:5)
- نادي القادسية الكويتي × نادي السالمية (2:3)

## مباراة تحديد المركزين الثالث والرابع
- نادي التضامن الكويتي × نادي السالمية (2:0)

## النهائي
- نادي القادسية الكويتي × نادي الكويت (2:2) (2:3) بضربات الجزاء الترجيحية.

سجل أهداف القادسية : خلف السلامة وسلطان الطوقي.
سجل أهداف الكويت : يوسف اليوحة ومحمد أرمومن.